# Oliver La Farge

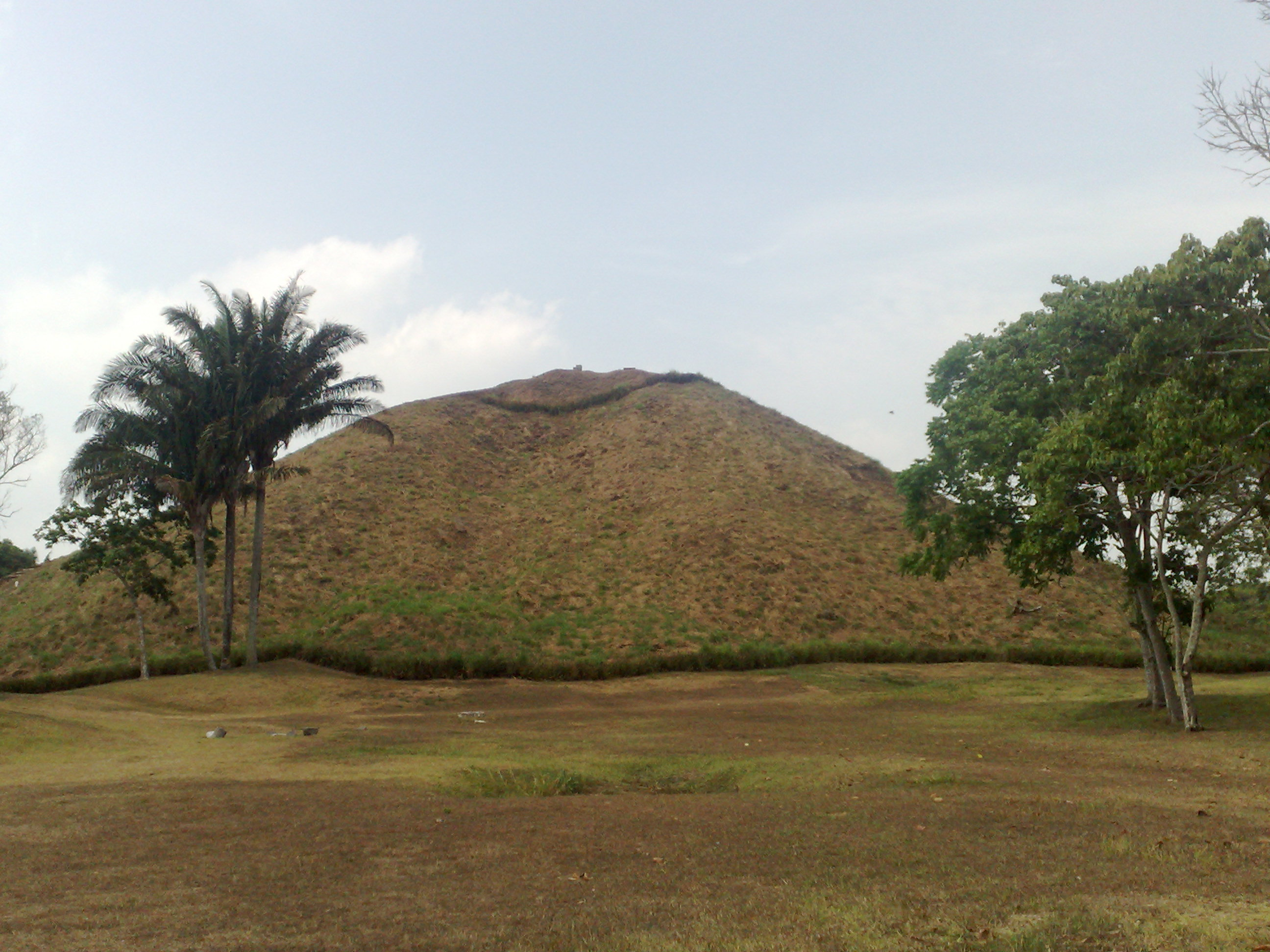
Pirámide principal en La Venta, Tabasco. La pirámide más antigua de Mesoamérica.

Oliver Hazard Perry La Farge (Nueva York, EUA 19 de diciembre de 1901 – Albuquerque, Nuevo México, EUA 2 de agosto de 1963) Fue un arqueólogo, etnólogo y escritor estadounidense, que en 1925 realizó varias exploraciones a sitios arqueológicos de la cultura olmeca, siendo junto con el también arqueólogo Frans Blom, los descubridores de La Venta, el más importante centro político y religioso olmeca, información que dieron a conocer al mundo en el libro que ambos escribieron en 1926: Tribes and Temples. En 1930 fue galardonado con el prestigioso Premio Pulitzer.

## Primeros años
Fue el segundo hijo del matrimonio formado por el reconocido arquitecto Christopher Grant, y Florence Bayard La Farge, descendiente del comodoro Oliver Hazard Perry. Sus infancia la alternó entre Newport, Rhode Island, y Nueva York, donde tomó sus primeros estudios. Sus estudios de secundaria los realizó en Connecticut, y de ahí decidió entrar a la Universidad de Harvard en Boston, Massachusetts para estudiar antropología, obteniendo los títulos de licenciatura en 1924 y posteriormente el doctorado en dicha materia en 1929.

## Investigaciones arqueológicas
Como arqueólogo, y apasionado de las culturas indígenas de Norteamérica, La Farge dirigió tres expediciones arqueológicas en el estado de Arizona en donde estudió la tribu de los navajos. Posteriormente, se interesó en diversos aspectos de los pueblos indígenas de México y Guatemala, por lo que viajó en diferentes ocasiones a Centroamérica.

### Descubrimiento de La Venta
La Farge se unió en 1925 al arqueólogo danés Frans Blom con quien realizó varias expediciones patrocinadas por la Universidad de Tulane viajando a México. Esas expediciones llevaron a ambos hasta un islote ubicado en una región pantanosa del oriente del estado de Tabasco en donde descubrieron la ciudad prehispánica de La Venta, que es considerada la ciudad más importante de la cultura olmeca. 
En La Venta, La Farge y Blom realizaron los primeros descubrimientos y las primeras descripciones detalladas de esta ciudad prehispánica. Los dos arqueólogos, elaboraron lo que ellos mismos llamaron un "burdo plano de la parte central del sitio arqueológico", dibujando en el mismo, las estructuras que localizaron, lo que fue de gran ayuda para exploraciones posteriores. Sus descubrimientos, los dieron a conocer en el libro titulado "Tribes and Temples" editado en 1927. 
Sin embargo, como la civilización olmeca no se conocía en esa fecha, La Farge y Blom cometieron el error de adjudicar a la cultura maya el sitio recién descubierto. La Venta se caracteriza por su arquitectura de tierra, por sus cabezas colosales, por poseer la pirámide más antigua de Mesoamérica y por representar el primer trazo urbano del México antiguo.

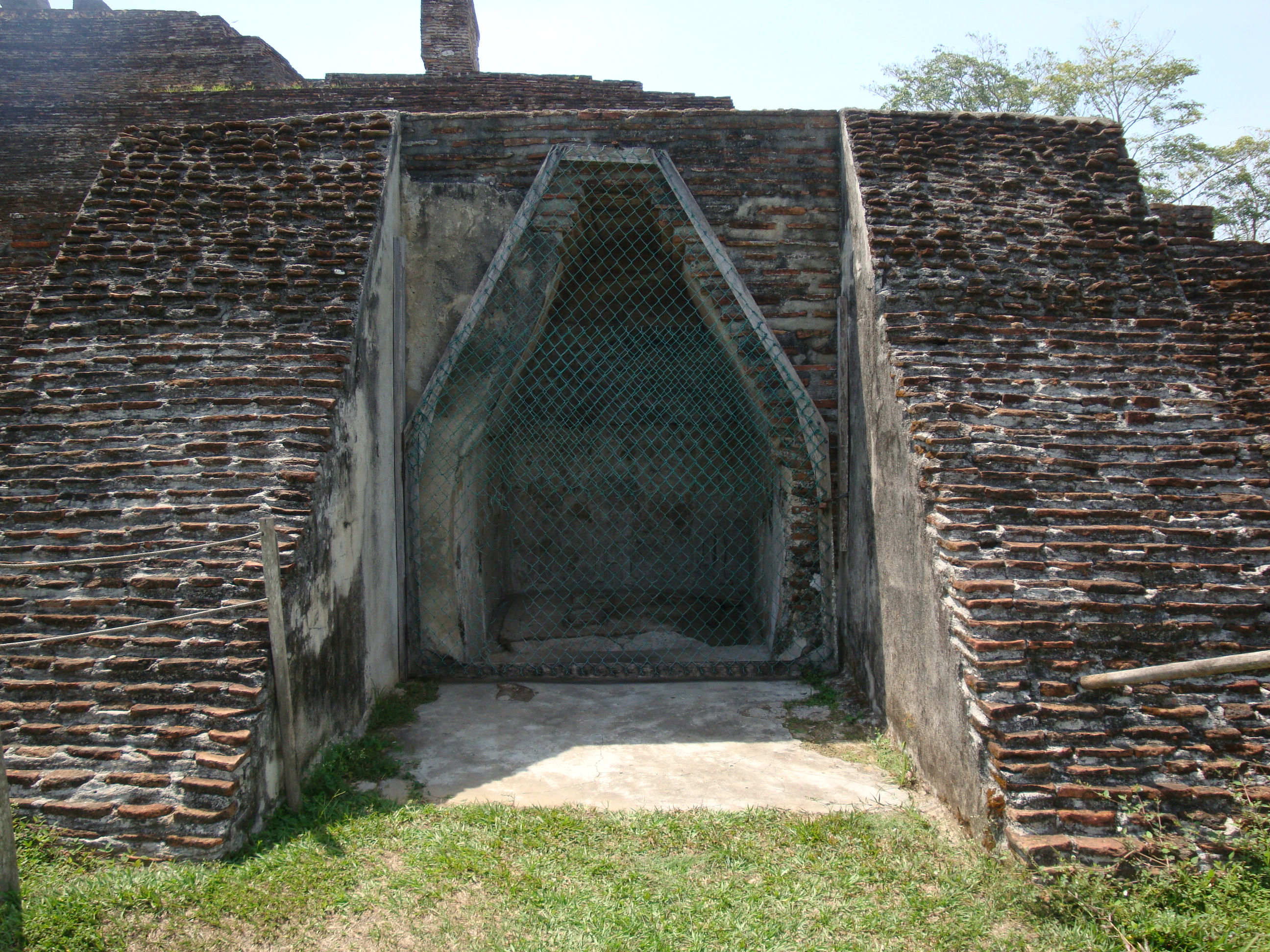
Entrada a la "tumba de los nueve señores de la noche", descubierta por Blom y La Farge en la ciudad maya de Comalcalco, Tabasco.

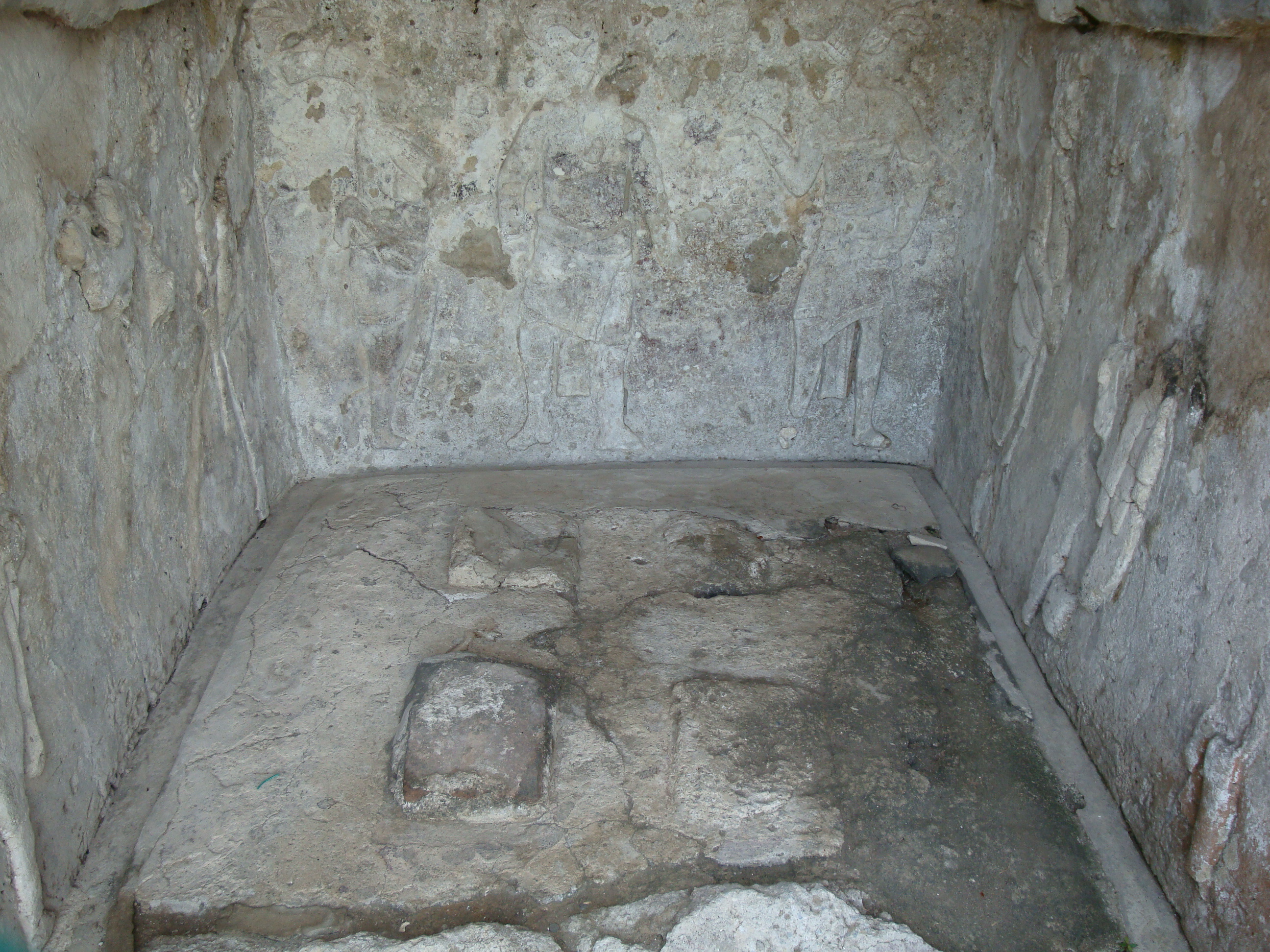
Imagen del interior de la "tumba de los nueve señores de la noche" descubierta en 1925.

### Exploraciones en Comalcalco
Después de realizar el descubrimiento y exploración de La Venta, La Farge y Blom, se trasladaron ese mismo año a la ciudad maya de Comalcalco, Tabasco, donde realizaron diversas excavaciones del sitio, destacando la elaboración del primer plano del área central que incluía la Plaza Norte, así como la elaboración de distintas e inéditas tomas fotográficas y litografías de los edificios de la Gran Acrópolis. 
Corresponde también a estos científicos el descubrimiento de una cripta funeraria, que llamaron "Tumba de los nueve señores de la noche" debido al número de personajes representados en ella. Estas esculturas modeladas en estuco, contaban con algunos cartuchos glíficos refiriendo el nombre de las personas que formaban parte del séquito del "Kujjul Ajaw" o "Divino Señor" allí sepultado. Las descripciones de estos trabajos fueron publicadas también en el libro: "Tribus y Templos" editado en 1927.

## Escritor
En el campo de la literatura, Oliver La Farge dio sus primeros pasos cuando estudiaba en la Universidad de Harvard, a través de la publicación de ensayos, biografías y relatos, así como artículos periodísticos que escribía para la prensa local. A raíz de su primera expedición por Arizona, realizada en 1922, La Farge, comenzó a reunir el material necesario para la que habría de ser su primera narración extensa, publicada en 1929 con el título de "El muchacho que ríe", en la que narra los problemas sociales de un joven indio navajo, lo que le valió recibir en 1930 el premio Pulitzer.
El éxito alcanzado por esta obra, lo motivó a continuar con su actividad literaria, orientándose hacia la defensa política de los pueblos indios de América de Norte. Sus luchas y reivindicaciones sociales le llevaron a asumir, en 1930, la Asociación Oriental de Asuntos Indios, y poco después ingresó en la Asociación de Asuntos Indios Americanos, cuya presidencia ostentó durante 25 años, y desde donde realizó varias campañas denunciando la progresiva aniquilación de los pueblos indígenas. Gracias a su esfuerzo consiguió algunos logros de suma importancia para estos pueblos, como el derecho a conservar sus unidades tribales y territoriales, así como algunas ventajas económicas que les ayudaban adaptarse al complicado entorno de la sociedad actual.
A La Farge se le adjudica la polémica frase "El amor es algo extraño entre los pobres".
Oliver La Farge estuvo casado en dos ocasiones. En 1929 se casó por vez primera con Wanden E. Mathews, con quien tuvo dos hijos. Divorciado en 1937, volvió a unirse en matrimonio, al cabo de dos años, con Consuelo Pendaries y Baca, con la que tuvo un tercer hijo. Murió en Albuquerque, Nuevo México a la edad de 61 años.

## Premios
- Premio Pulitzer por su novela El muchacho que ríe (1929).

## Sus obras
- "Tribes and Temples" (escrito en sociedad con Blom en 1927)
- "El muchacho que ríe" (1929, La Farge publicó algunas otras narraciones entre las que cabe destacar
- "Las cenizas vuela hacia arriba" (1931)
- "Pennant largo" (1933)
- "Los dioses enemigos" (1937), y
- "The copper pot" (1942).

Así mismo, publicó también los libros de narraciones breves:
- "Todos los hombres jóvenes" (1935)
- "Una pausa en el desierto" (1957), y
- "La puerta en la pared" (publicado póstumamente en 1965).
- "Materia Prima" (1945) (memorias)